# John Grant (calciatore 1891)
John Grant (Londra, 1891 – ...) è stato un calciatore inglese, di ruolo di attaccante.

## Carriera
Centrattacco potente, cominciò la sua carriera tra i nordirlandesi del Cliftonville Football Club, club con il quale conquistò la Irish Cup 1906-1907.
Lasciata Belfast si trasferisce nel 1907 in Svezia.
Dopo due stagioni in Scandinavia, torna in Gran Bretagna tra le file del Southport dove disputò due campionati di Lancashire Combination Division One, classificandosi al 18º ed all'11º posto.
Grant milita anche nel Northfleet United con cui in una partita vinta contro il Catford South End segna 11 reti, sulle quindici marcate dal suo club.
Nel 1911 viene ingaggiato dal Woolwich Arsenal, vecchio nome del rinomato Arsenal Football Club, dove giocò 4 incontri mettendo a segno tre reti e raggiungendo il decimo posto nella First Division 1911-1912.
Al termine della stagione si trasferisce in Italia al Genoa nel 1912, chiamato dal mister William Garbutt, disputando due fantastiche stagioni: con grifoni segna 41 marcature non riuscendo però a vincere il campionato.
Grant esordisce in rossoblu il 3 novembre 1912 nella vittoria esterna per 3 a 2 contro l'Inter mettendo a segno una tripletta.
Poiché nel calcio italiano, all'epoca, vigeva un rigoroso dilettantismo ed essendo Grant un giocatore professionista, per mascherare il suo status gli venne trovato un impiego presso la ditta genovese di carboni Malfettani.
Lasciata l'Italia nel 1914, va a giocare con i belgi del Northern Nomads Bruxelles.

## Palmarès

### Club

#### Competizioni nazionali
- Irish Cup: 1

Cliftonville Football Club: Irish Cup 1906-1907